# هوش مصنوعی (بازی‌های ویدئویی)

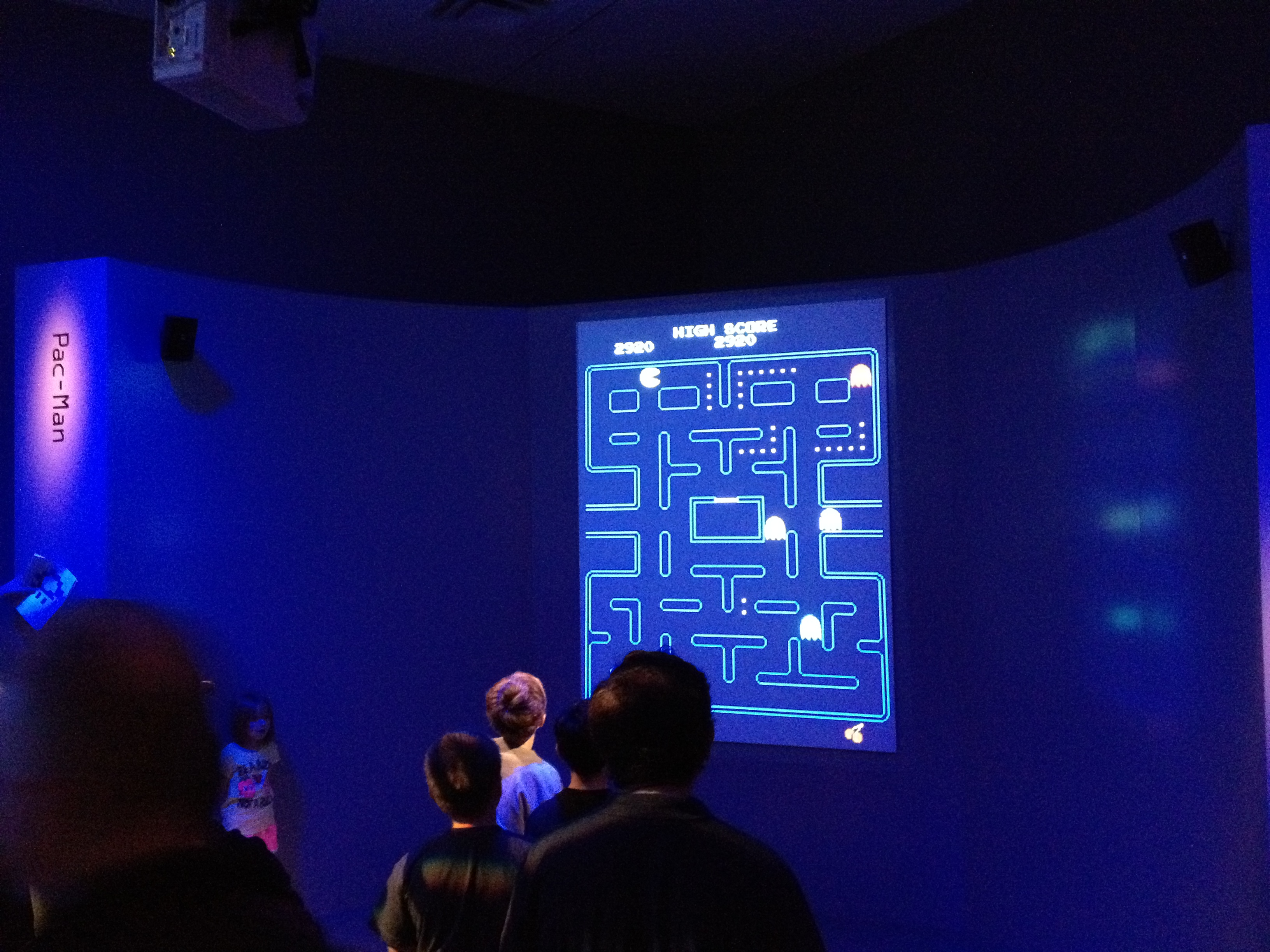
بازی پک من که یکی از چند بازی اولیه که از هوش مصنوعی استفاده میکرد با این کار بازی سخت تر و جالب تر میشود

در بازی‌های رایانه‌ای، از هوش مصنوعی برای تولید شبیه‌سازی هوش شخصیت‌های غیرقابل بازی استفاده می‌شود. تکنیک‌هایی که به صورت معمول استفاده می‌شود، از روش‌های موجود در رشتهٔ هوش مصنوعی بهره می‌گیرند. با این وجود، اصطلاح هوش مصنوعی بازی، اغلب، به مجموعه‌ای وسیع از الگوریتم‌هایی که شامل تکنیک‌های تئوری کنترل، رباتیک، گرافیک رایانه‌ای و علوم رایانه می‌باشد، مربوط است.
از آنجایی که هوش مصنوعی در بازی‌های رایانه‌ای بر روی ظاهر هوش و گیم‌پلی تمرکز دارد، روشی که از آن استفاده می‌کند با روش‌های معمول هوش مصنوعی سنتی تفاوت زیادی دارد. در اینجا روش‌های دور زدن باگ‌ها (Workaround) و تقلب در بازی (Cheats) مورد پذیرش است. مثلاً در اکثر موارد، توانایی‌های کامپیوتر باید پایین آورده شود تا بازیکن‌های انسان بتوانند از پس حریف ماشین خود برآیند. این مثال مخصوصاً در بازی‌های تیراندازی اول شخص برجسته‌است. اگر نشانه‌گیری شخصیت‌های غیرقابل بازی فوق‌العاده باشد، بازی کردن با چنین ماشینی فراتر از حد توانایی یک انسان می‌شود.

## تاریخچه
بازی‌های رایانه‌ای از همان ابتدای پیدایش، قسمتی از زمینه تحقیق و پژوهش هوش مصنوعی بوده‌اند. یکی از اولین نمونه‌های AI، کامپیوتری کردن بازی Nim در سال ۱۹۴۱ و انتشار آن در ۱۹۴۲ بود. در سال ۱۹۵۱، کریستوفر استراچری توسط ماشین Ferranti Mark 1 دانشگاه منچستر یک برنامه بازی چکرز نوشت؛ دیتریش پرینز هم یک برنامه برای شطرنج ایجاد کرد. این دو بازی جزو نخستین بازی‌های کامپیوتری نوشته شده، بودند. برنامه چکرز آرتور ساموئلز که در اواسط دهه ۱۹۵۰ و اوایل ۱۹۶۰ توسعه داده شد، در آخر موفق شد مهارت لازم را برای شکست یک بازیکن آماتور پیدا کند. کار بر روی بازی‌های چکرز و شطرنج سرانجام به شکست گری کاسپارف توسط کامپیوتر دیپ بلو شرکت آی‌بی‌ام منجر شد. نخستین بازی‌های ساخته شده در دهه ۱۹۶۰ و اوایل دهه ۱۹۷۰ مانند Spacewar، Pong و Gotcha، بازی‌هایی بودند که براساس منطق مجزا اجرا می‌شدند و کاملاً بر مبنای رقابت بین دو بازیکن، بدون استفاده از AI، بودند.